# Náboženství v Egyptě

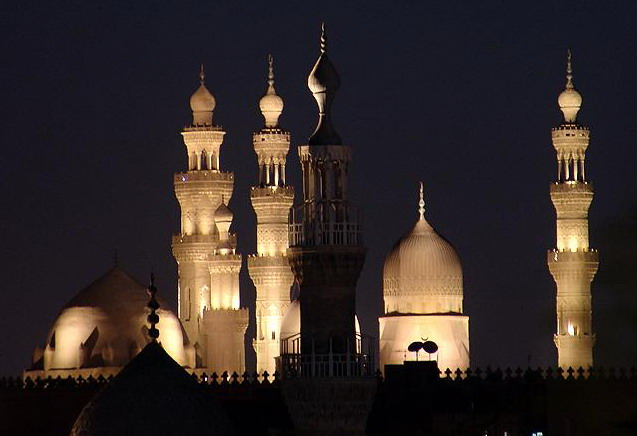
Mešity a minarety v Káhiře. Islám je v Egyptě oficiální náboženství.

V současnosti je hlavním náboženstvím v Egyptě islám, ke kterému se hlásí 85%-90% obyvatelstva. Drtivá většina z nich patří k tzv. sunnitům, šíité jsou zastoupeni jen malým procentem. Druhým nejrozšířenějším náboženstvím je v Egyptě křesťanství, k němuž se hlásí, podle oficiálních egyptských údajů 9,6 % populace, ačkoliv církevní představitelé tvrdí, že je to až 20 % populace. Křesťanství je v zemi reprezentováno převážně koptskou pravoslavnou církví (90%-95% křesťanů v zemi), mezi menšinovými křesťanskými církvemi je nejvýznamnější koptská katolická církev, ale přítomny jsou i některé další.
Mimo tato dvě největší náboženství je v zemi přítomno i Bahá'í a judaismus, ale tato náboženství již tvoří méně než 1% populace. Pro potvrzenou přítomnost dalších náboženství zatím chybí podklady, ale četností zřejmě nepřevýší výše zmíněná menšinová.

## Vývoj
Náboženství v Egyptě (2019)

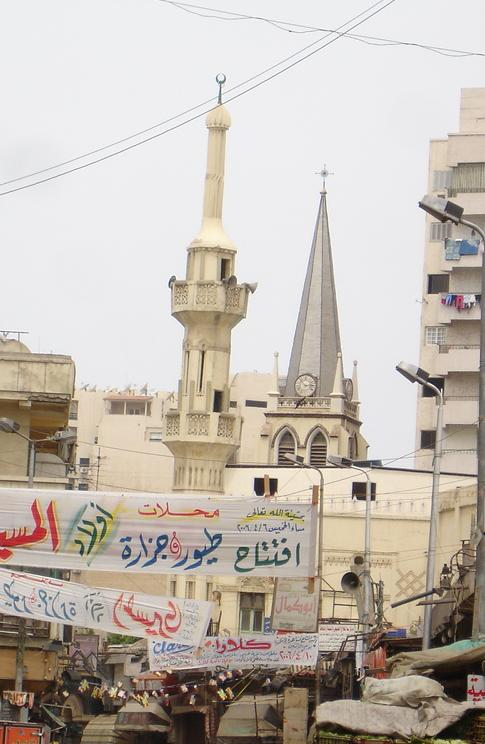
Mešita vedle kostela, Alexandrie

Současná náboženská situace v Egyptě je výsledkem poměrně dlouhého a značně spletitého vývoje, během nějž se v pozici dominantního náboženství vystřídaly tři různá náboženství.
V Egyptě se již před tisíci lety vyvinulo náboženství, dnes označované jako egyptské či staroegyptské. To přetrvalo a postupně se vyvíjelo v zemi po několik tisíc let. V rámci tohoto náboženství se vyvinulo několik různých kosmologií, jimiž je toto egyptské náboženství zcela jedinečné, neboť tyto různé kosmologie existovaly současně vedle sebe. Toto náboženství bylo svým založením polytheistické, ale přesto se na krátké období (na sklonku 18. dynastie) objevil v zemi i monotheismus. Tato náboženská reforma však krátce po smrti svého tvůrce a iniciátora, faraona Achnatona, zaniká.
V posledních staletích před křesťanským letopočtem do Egypta začala pronikat helenizace, která s sebou přinesla náboženství Řecka. To začalo postupně pronikat do původního náboženství (viz Serapis), které si však stále zachovávalo svůj jedinečný egyptský ráz.
Nejpozději v druhém století křesťanského letopočtu začalo do země pronikat i křesťanství. Výrazný zlom ve vývoji koexistence těchto dvou náboženství byl zákaz pohanství z roku 392. Přesto se však na některých místech (např. Philae do roku 535) udrželo náboženství původní i mnoho let po zákazu. Původní egyptské náboženství bylo vytlačeno a nakonec nahrazeno křesťanstvím, které se na několik staletí stalo dominantním a téměř i jediným náboženstvím v zemi.
V první polovině šestého století byl uzavřen poslední staroegyptský chrám. Zánik poledního kultovního místa uzavřením chrámu nelze považovat za definitivní zánik starého náboženství, lze se oprávněně domnívat, že původní náboženství v tzv. lidové podobě bylo dále přítomno, ale pravděpodobně představovalo již jen menšinu a bez jakéhokoliv náboženského centra nebo chrámu postupně zanikalo.
Po vpádu Arabů roku 640 do země začal pronikat Islám a zemí se přelila vlna islamizace, která se s původním egyptským náboženstvím již téměř nesetkala. I přes nástup Islámu však v zemi nadále zůstávala početná komunita křesťanů, nazývaných Koptové. Další zásadní zvrat ve vývoji náboženské situace v Egyptě byl rok 830, kdy bylo krvavě potlačeno povstání, jehož hlavními účastníky byli právě Koptové. Tato událost zásadně ovlivnila poměr v zemi a stvrdila dominanci islámu, který je dodnes náboženstvím hlavním.
Není známo, jakým způsobem se v Egyptě projevil ve dvacátém století rostoucí zájem o pohanství a předkřesťanská (potažmo předislámská) náboženství. Vzhledem k hrdosti dnešních Egypťanů na faraonskou minulost své země, se nabízí předpoklad přítomnosti novopohanských směrů s tím spojených (kemetismus či tameranská wicca)[zdroj?], ale zatím chybí jakékoliv údaje o přítomnosti novopohanství v Egyptě.